# Mary Jackson
Mary Jackson (ur. 22 listopada 1910 w Milford, Michigan, zm. 10 grudnia 2005 w Hollywood) – amerykańska aktorka.

## Życiorys
W 1929 ukończyła Milford High School i podjęła studia w dziedzinie aktorstwa i teorii literatury na Western Michigan University w Kalamazoo; po studiach przez krótki czas pracowała jako nauczycielka, następnie rozpoczęła karierę aktorską.
Była przede wszystkim aktorką telewizyjną. Sławę przyniosła jej rola Emily Baldwin w serialu stacji CBS The Waltons (1972–1981). Wystąpiła również w odcinku pilotowym wieloletniej opery mydlanej NBC The Days of Ours Lives jako seniorka rodu Alice Horton, ale ostatecznie rolę tę otrzymała Frances Reid (serial ukazuje się nieprzerwanie od 1965). Z ról filmowych Jackson można wymienić: Port lotniczy (1970, obok m.in. wyróżnionej Oscarem Helen Hayes i nominowanej do tej nagrody Maureen Stapleton), Dick i Jane (1977, u boku m.in. Jane Fondy), Parenthood (1989), Egzorcysta III (1990). Wystąpiła w odcinku serialu Columbo (Try and Catch Me, 1977), a także była gościem licznych telewizyjnych programów rozrywkowych.
Była zaangażowana w życie lokalności społecznej rodzinnego Milford. Należała do Towarzystwa Historycznego Milford, w 1988 kierowała akcją zbierania funduszy na odbudowę mostu na rzece Huron, łączącego miasto z okolicznym cmentarzem. W ostatnich latach cierpiała na chorobę Parkinsona, zmarła w wieku 95 lat. Była zamężna (od 1937) z Griffinem Backroftem (zm. 1999), małżeństwo zakończyło się rozwodem.